# Dsuunmod

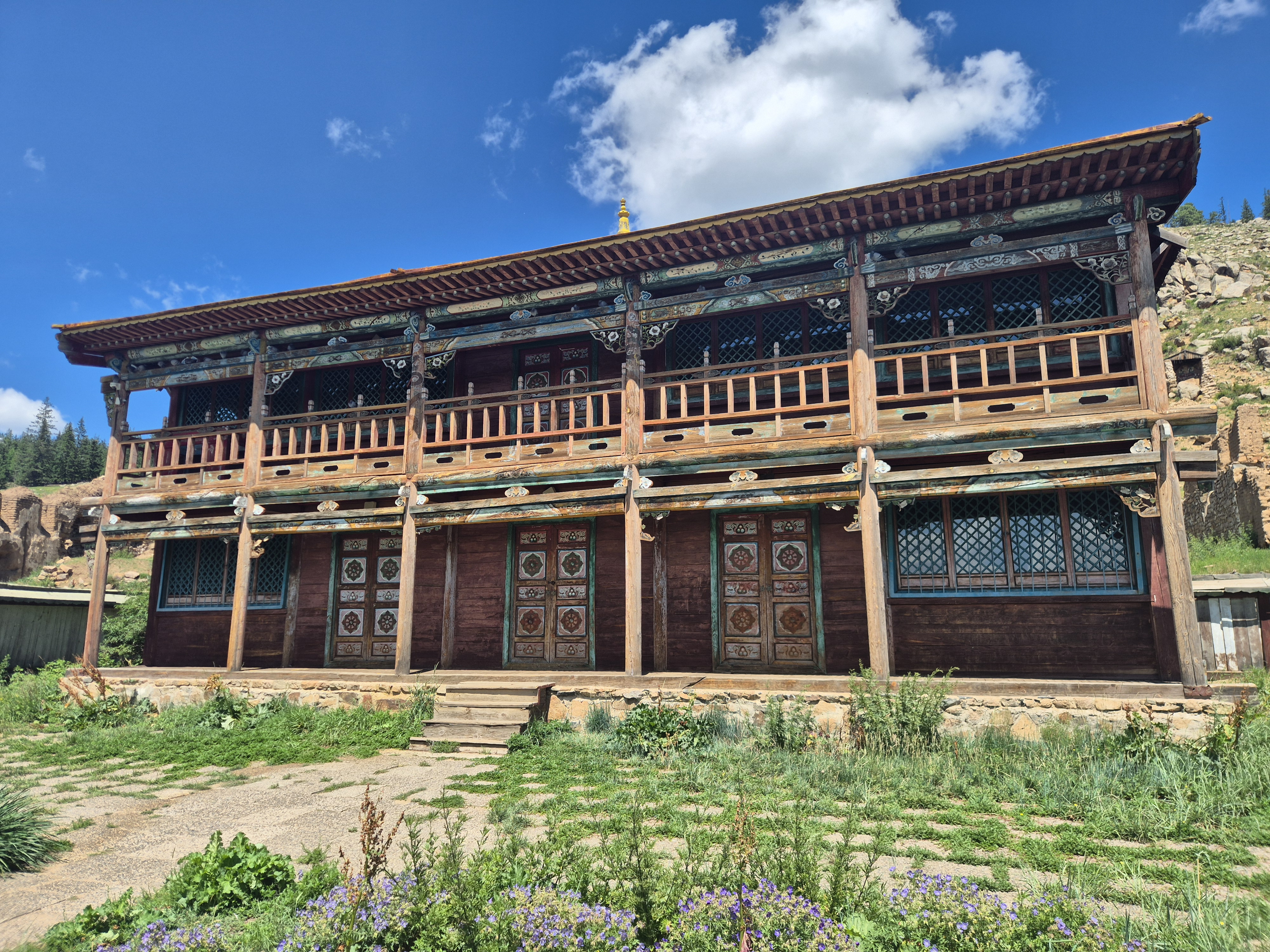
Hauptgebäude des Klosters Mandschir Chiid

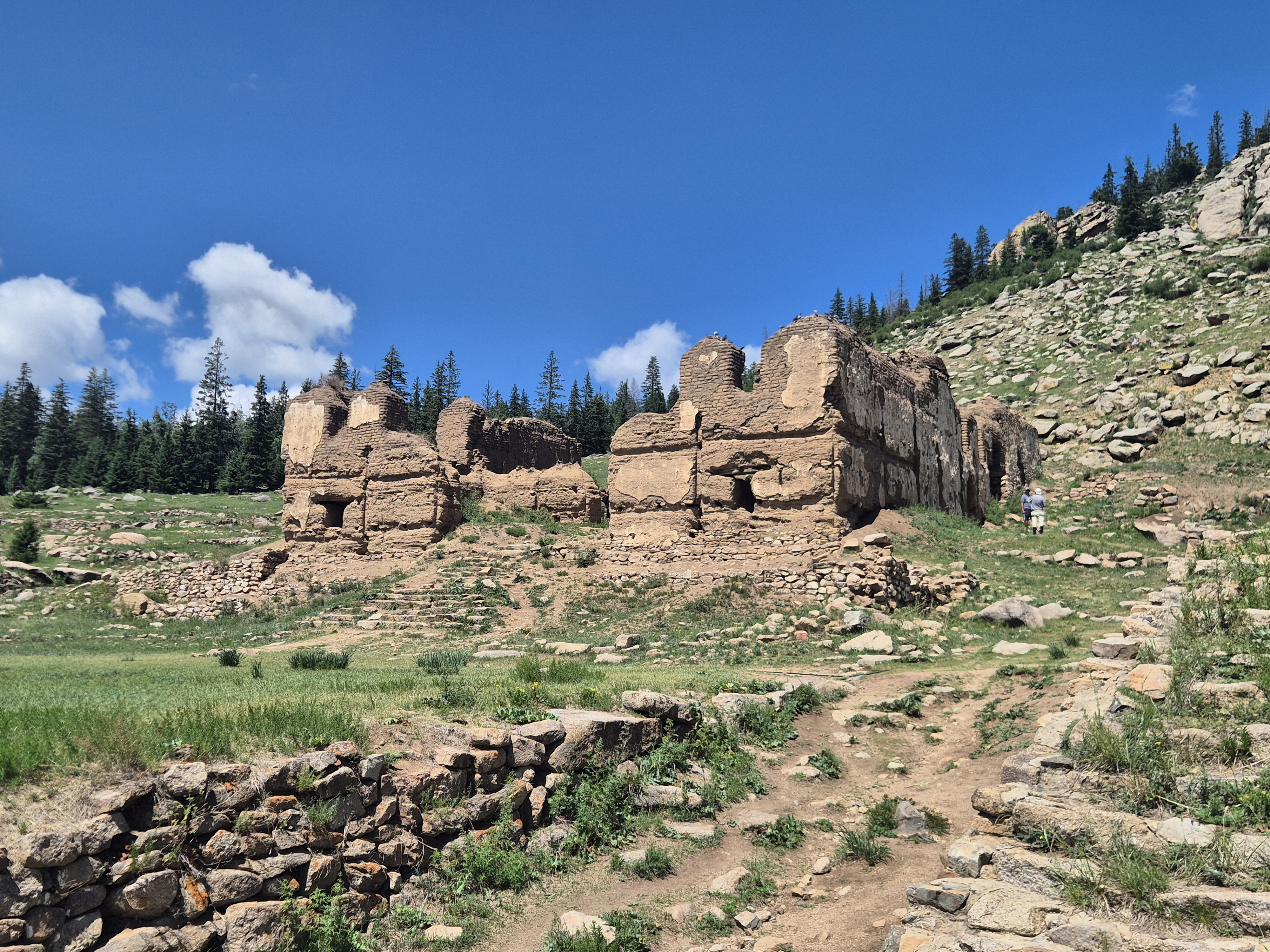
Ruine des Tempels Togtschin Chiid

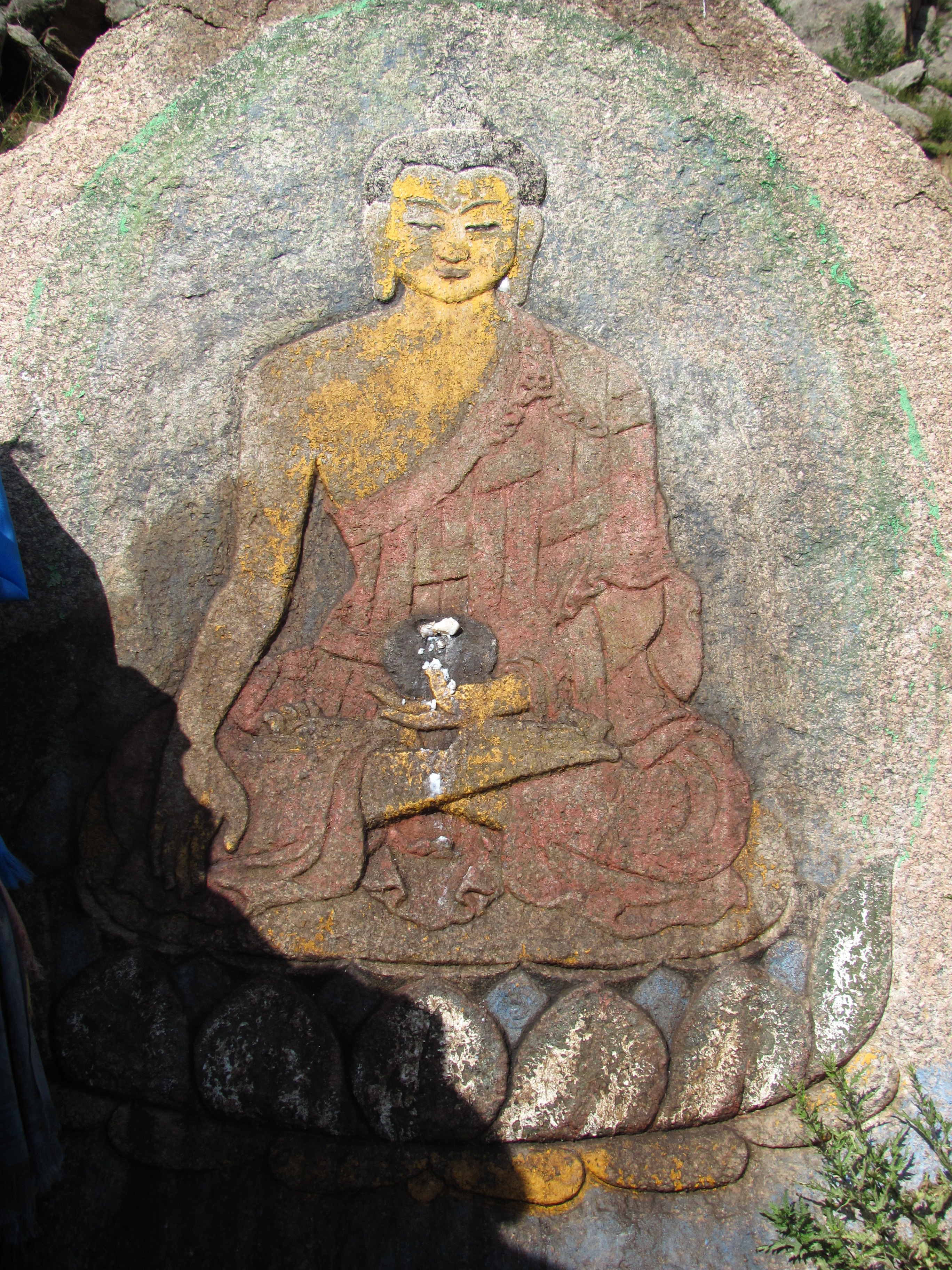
Buddhist. Relief (18. Jahrhundert)

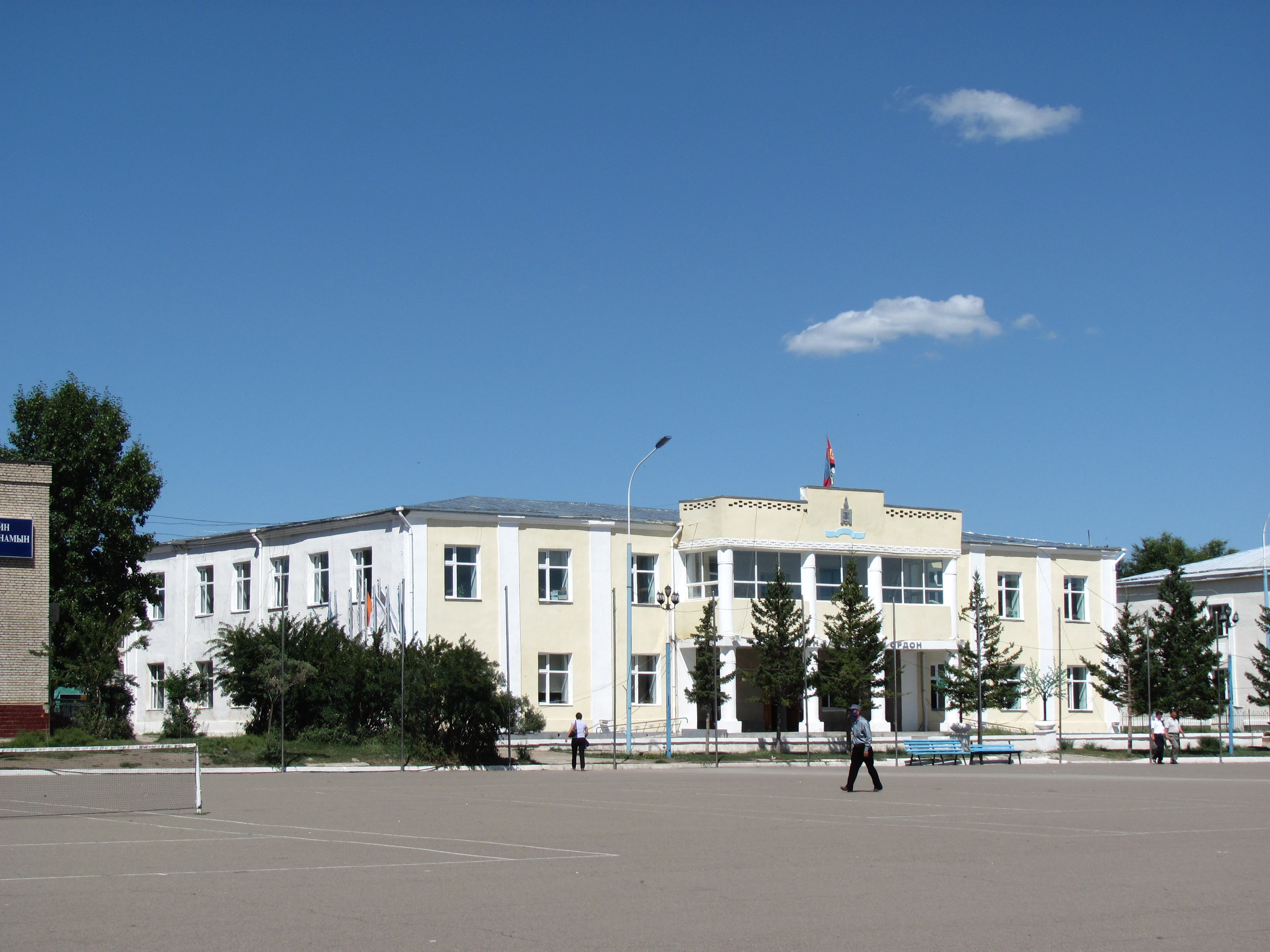
Stadtverwaltung

Dsuunmod (mongolisch Зуунмод) ist der Hauptort des Zentralaimags der Mongolei. Die Stadt zählt (2006) 14 660 Einwohner und bedeckt eine Fläche von 19,18 km².

## Lage
Dsuunmod liegt 1529 m an der Südseite des bis zu 2256 m hohen Gebirges Bogd Khan Uul. Von der 43 km entfernten Hauptstadt Ulaanbaatar ist es über eine asphaltierte Straße in rund einer Stunde zu erreichen.

## Geschichte
Am 13. Juni 1696 besiegten hier Truppen des chinesischen Kaisers Kangxi und der Chalcha die Dsungaren unter Galdan Khan, dem Führer der Westmongolen. Galdan Khans Ehefrau wurde getötet, und Galdan beging kurze Zeit später Selbstmord. Der Sieg ermöglichte es unter anderem, Urgöö (auch Örgöö) von der Inneren wieder in die Äußere Mongolei zu verlegen.
1733 wurde unweit der Stadt das lamaistische Kloster Mandschir Chiid gegründet, das bis zu seiner Zerstörung eines der größten der gesamten Mongolei war – an den religiösen Zeremonien nahmen nicht selten über 1000 Mönche teil.
Seit 1942 ist Dsuunmod die Hauptstadt des Zentralaimags, der vorher von Ulaanbaatar aus verwaltet wurde.

## Sehenswürdigkeiten
Die Hauptsehenswürdigkeit Dsuunmods ist das 6 km nordöstlich der Stadt 1733 in einem Tal in landschaftlich reizvoller Lage gegründete Kloster Mandschir Chiid, das seit 1750 dem Bogd Gegen persönlich unterstellt war. 1937 wurde es – wie nahezu alle anderen Klöster und Tempel der Mongolei – zerstört, und nur Reste der aus Lehm errichteten Grundmauern sowie die heute noch sichtbaren steinernen Sockel der Gebäude blieben erhalten.
In den 1990er Jahren wurde das Hauptgebäude wieder errichtet und dient heute als Museum. Daneben erhebt sich der auch als Ruine eindrucksvolle 1749 erbaute Togchin Tempel, dessen Baustil an die Tempel Tibets erinnert. In dem ausgedehnten Klosterareal sind die Ruinen von insgesamt 17 Gebäuden auszumachen, die über ein ansteigendes Gelände verteilt sind.
In der Felswand oberhalb der Klosteranlage sind mehrere buddhistische Felsmalereien und Reliefs aus dem 18. Jahrhundert sehenswert, die 1937 von der Zerstörung verschont blieben. An einigen Felsen sind außerdem buddhistische Inschriften in tibetischer Sprache erhalten.
Am Eingang des Klosterareals befindet sich ein kleines Museum, in dem neben ausgestopften Tieren u. a. ein Gemälde zu sehen ist, das die Klosteranlage vor der Zerstörung von 1937 darstellt. Unweit des Museums ist ein großer, 2 Tonnen schwerer Bronzekessel aus dem Jahre 1726 mit einer tibetischen Inschrift beachtenswert, in dem zur Verpflegung von Pilgern gleichzeitig 10 Schafe oder 2 Rinder zubereitet werden konnten.
Im Zentrum der Stadt, das durch mehrere Parkanlagen aufgelockert wird und in dem viele Straßen baumbestanden sind, lohnt das 2007 neu eröffnete Aimagmuseum einen Besuch. Nicht weit davon ist das Gebäude der Kreisverwaltung sowie das Haus der Stadtverwaltung beachtenswert, beide mit erheblichem Aufwand renoviert.
Etwas außerhalb des Stadtzentrums ist auch das kleine Kloster Daschtschoinchorlon Chiid mit seinem Tempel, in dem regelmäßig buddhistische Zeremonien und Andachten stattfinden, sehenswert.
Am Stadtrand wurde an der Straße nach Ulaanbaatar eine Kirche gebaut, deren Architektur einer Jurte nachempfunden ist.

## Infrastruktur
Als Aimag-Hauptstadt ist Dsuunmod Sitz verschiedener Behörden und Schulen. Die Stadt, die ein beliebtes Ausflugsziel der Hauptstädter ist, verfügt ebenfalls über ein Krankenhaus, ein Hotel und zahlreiche Geschäfte.
Zwischen Dsuunmod und Ulaanbaatar verkehren Linienbusse.